# Пункт розвантаження
Пункт розвантаження (рос. пункт разгрузки, англ. unloading point,нім. Ausladungspunkt m) — майданчик і устаткування для розвантаження гірничої маси з транспортних засобів до приймальних споруд збагачувальної фабрики, у відвал та ін.
Розташовується, як правило, на денній поверхні.
У логістиці — це місце розвантаження будь-якого вантажу. Як правило, ним стає інший склад.